# درهای کشویی
درهای کشویی (به انگلیسی: Sliding Doors) فیلمی محصول سال ۱۹۹۸ و به کارگردانی پیتر هاویت است. در این فیلم بازیگرانی همچون گوئینت پالترو، جان هانا، جان لینچ، جین تریپل‌هورن، نینا یانگ، ویرجینیا مکنا، کوین مک‌نالی ایفای نقش کرده‌اند.

## داستان
زن جوانی به نام هلن از محل کار خود اخراج می‌شود و تصمیم می‌گیرد که با مترو به خانه برگردد. خط داستانی به دو قسمت تقسیم می‌شود که به صورت موازی با یکدیگر روایت می‌شوند:

## خط داستانی اول
هلن به قطار می‌رسد. در قطار با مردی به نام جیمز آشنا می‌شود. هلن به خانه می‌رسد و دوست‌پسرش گری را در حال معاشقه با زنی دیگر (لیدیا) می‌بیند. هلن گری را ترک می‌کند و تصمیم می‌گیرد تغییری در زندگیش ایجاد کند. هلن رابطه‌اش را با جیمز ادامه می‌دهد و جیمز او را تشویق می‌کند که کسب و کار خودش را راه بیندازد. هلن و جیمز عاشق هم می‌شوند و هلن باردار می‌شود. هنگامی که به سراغ جیمز می‌رود تا خبر بارداریش را به او بدهد متوجه می‌شود که او متأهل است…

## خط داستانی دوم
هلن به قطار نمی‌رسد و دیرتر به خانه می‌رسد و متوجه خیانت گری نمی‌شود. او برای پرداخت هزینه‌های زندگیش مجبور به کار پاره‌وقت در رستوران می‌شود. لیدیا که از رابطه پنهانی با گری خسته شده است و گری را برای خودش می‌خواهد سعی می‌کند هلن را از خیانت گری باخبر کند. هلن ابتدا به گری مشکوک می‌شود اما زمانی که متوجه بارداری خودش می‌شود موضوع را فراموش می‌کند. تماسی با هلن گرفته می‌شود و برای یک مصاحبه شغلی دعوت می‌شود. گری که فکر می‌کند هلن در مصاحبه است برای تمام کردن رابطه‌اش با لیدیا به خانه او می‌رود اما در آنجا با هلن روبرو می‌شود…

## بازیگران
| بازیگر        | نقش   |
| ------------- | ----- |
| گوئینت پالترو | هلن   |
| جان هانا      | جیمز  |
| جان لینچ      | گری   |
| جین تریپل‌هورن | لیدیا |